# Global Sustainable Tourism Council
Il Global Sustainable Tourism Council (GSTC) è un'organizzazione senza scopo di lucro che stabilisce e guida gli standard di base per lo sviluppo sostenibile nel settore dei viaggi e del turismo a livello globale.
Il suo ruolo, in quanto tale, è riconosciuto dal sistema delle Nazioni Unite, in particolare dall'Organizzazione mondiale del turismo (UNWTO) e dagli esperti di turismo sostenibile di tutto il mondo.
Il GSTC ha due serie di standard, conosciuti collettivamente come i criteri GSTC e individualmente come i criteri GSTC per le destinazioni (GSTC-D v2) e i criteri GSTC per hotel e tour operator (GSTC-I).
Come altri standard, i criteri GSTC vengono utilizzati per l'istruzione e la formazione, lo sviluppo di politiche, come linea guida per la misurazione e il controllo dei processi e come base per la certificazione.
GSTC opera come un sistema di accreditamento, noto come GSTC Integrity Program.
I criteri GSTC sono il fondamento del ruolo del GSTC come organismo di accreditamento globale per i programmi di certificazione che certificano che hotel, alloggi, tour operator e destinazioni hanno politiche e pratiche sostenibili. Il GSTC non certifica direttamente alcun prodotto o servizio; ma accredita coloro che fanno e sono coinvolti in tale processo.

## Scopo dell'organizzazione
L'obiettivo principale dell'organizzazione è aumentare le conoscenze e le pratiche nel turismo sostenibile tra attori privati e pubblici. Per raggiungere questo obiettivo si perseguono diversi obiettivi : 
- sviluppo di standard internazionali,
- creazione e miglioramento della sostenibilità nelle destinazioni,
- promozione dell'accesso al mercato,
- aumento delle conoscenze e delle migliori pratiche e contributo alla convalida degli standard di sostenibilità.

Il GSTC definisce il turismo sostenibile nel suo insieme, attraverso quattro sezioni dei criteri GSTC: impatti ambientali, responsabilità sociale, vitalità economica e culturale delle comunità della destinazione turistica e gestione di un programma di sostenibilità.

## Storia
Nel 2008, la Partnership per il Global Sustainable Tourism Criteria ha pubblicato i criteri per hotel e tour operator. Nel 2010, questa organizzazione e il Sustainable Tourism Stewardship Council si sono uniti per creare l'attuale Consiglio mondiale del turismo sostenibile (GSTC). I membri fondatori includono l'Organizzazione mondiale del turismo delle Nazioni Unite (UNWTO), il Programma delle Nazioni Unite per l'ambiente (UNEP), l'organizzazione non governativa Rainforest Alliance e la Fondazione delle Nazioni Unite.